# Municipio de Carácuaro
El municipio de Carácuaro es uno de los 113 municipios que conforman el estado mexicano de Michoacán de Ocampo. Cuenta con una superficie de 918 km² y una población de 9176 habitantes según el último censo de 2020. Su cabecera municipal es Carácuaro de Morelos.

## Escudo
|  | El escudo de Carácuaro está blasonado así: Fue realizado por el profesor Mario Tentory Moreno. Arriba, la aureola del señor de Carácuaro, símbolo religioso de Carácuaro; una antorcha que simboliza el fuego de la Independencia. Al centro, una vaca que representa la ganadería, principal actividad económica; Morelos, quien fue párroco de este lugar durante 1799 a 1810; la iglesia de San Agustín, donde se venera al señor crucificado de Carácuaro y donde ofició misa el padre Morelos. |

## Toponimia
El nombre Carácuaro proviene del vocablo chichimeca carakua, que se interpreta como ‘lugar de cuesta’ o ‘lugar en la cuesta‘. Según otra interpretación, proviene del purépecha y se traduce como ‘lugar de la escribanía pública’.

## Historia
Los orígenes de Carácuaro se remontan a la época precolombina como una pequeña aldea chichimeca de la cual no existe mucha información. Tampoco existe registro que la población purépecha haya dominado este poblado. Sin embargo, se sabe que en tiempos del rey Taríacuri, se designó a Tangáxoan como Señor de la Región Sur o Región de la Negrura y existe la posibilidad que él hubiera fundado Carácuaro.
A la llegada de los españoles esta villa formó parte de la encomienda de Cuitzeo y en 1581 recibió la imagen Cristo Crucificado, que originalmente fray Juan Bautista de Moya había regalado a un pueblo del Estado de México, pero fue rechazado. Con el tiempo el Cristo Negro ganó fama por cumplir «milagros» y con el tiempo se ha venerado como un santo, conociéndosele como «El Señor de Carácuaro».

## Geografía
El municipio de Carácuaro abarca una superficie de 918 km², que representan el 1,7 % de la superficie total de Estado. Limita al norte con el municipio de Madero, al este con Tiquicheo, al sur con Huetamo y al oeste con los municipios de Turicato y Nocupétaro.
La ciudad de Carácuaro de Morelos, cabecera del municipio, se encuentra aproximadamente en la ubicación 19°1′1″N 101°7′34″O / 19.01694, -101.12611, a una altitud de 537 m s. n. m.
Según la clasificación climática de Köppen el clima de Carácuaro corresponde a la categoría Aw (tropical de sabana), con temperaturas que varían a lo largo del año entre 14 °C y 37 °C.

## Población
La población total del municipio de Carácuaro es de 9176 habitantes, lo que representa un decrecimiento promedio de -0.04 % anual en el período 2010-2020 sobre la base de los 9212 habitantes registrados en el censo anterior. Al año 2020 una densidad del municipio era de 9,995 hab/km².
| Gráfica de evolución demográfica de Municipio de Carácuaro entre 2000 y 2020 |
|                                                                              |
| Fuente: Instituto Nacional de Estadística Geografía e Informática            |

En el año 2010 estaba clasificado como un municipio de grado medio de vulnerabilidad social, con el 37.97 % de su población en estado de pobreza extrema.
La población del municipio está mayoritariamente alfabetizada (21.24 % de personas analfabetas al año 2010) con un grado de escolarización en torno de los 5 años. Solo el 0.40 % de la población se reconoce como indígena.

### Localidades
La población del municipio se distribuye entre más de 100 pequeños asentamientos de menos de 200 habitantes. Esta condición clasifica a Carácuaro como un municipio rural. En el censo de 2020 el municipio de Carácuaro contaba con 149 localidades.
| Código INEGI      | Localidad            | Población (2020) |
| ----------------- | -------------------- | ---------------- |
| 160130001         | Carácuaro de Morelos | 4 149            |
| 160130114         | Paso de Núñez        | 1 142            |
| Otras localidades | Otras localidades    | 3 885            |
| Total municipal   | Total municipal      | 9 176            |

## Economía
Las principales actividades económicas del municipio son la ganadería, la agricultura, el turismo religioso y cultural, el comercio minorista, la prestación de servicios generales (no gubernamentales) y en menor medida los servicios vinculados al alojamiento temporal y la elaboración de alimentos y bebidas.
Se desarrolla la agricultura, especialmente con cultivos de ajonjolí, cacahuate, chile verde, mango, nanche, papaya, sorgo forrajero verde y el sorgo grano, se desarrolla la crianza de ganado para carne bovino, caprino y aves de granja.

## Festividades
- Miércoles de Ceniza, en honor al Cristo Moreno señor Crucificado de Carácuaro.
- Fiesta patrona, en honor a San Agustín (28 de agosto).
- 30 de septiembre, fiestas patrias en honor al natalicio de José María Morelos (cura de Carácuaro).